# Elvidio Flamini
Elvidio Dario Flamini Allievi (ur. 3 stycznia 1925 w Las Rosas, zm. 28 sierpnia 2008) – argentyński zapaśnik walczący w stylu klasycznym. Olimpijczyk z Londynu 1948, gdzie zajął piąte miejsce w kategorii do 57 kg.

## Letnie Igrzyska Olimpijskie 1948
| Konkurencja          | Rundy eliminacyjne | Rundy eliminacyjne | Rundy eliminacyjne | Rundy eliminacyjne   | Klas. końcowa |
| Konkurencja          | Przeciwnik I       | Przeciwnik II      | Przeciwnik III     | Przeciwnik IV        | Miejsce       |
| -------------------- | ------------------ | ------------------ | ------------------ | -------------------- | ------------- |
| 57 kg styl klasyczny | wolny los Z        | Kurt Elias (AUT) P | Ken Irvine (GBR) Z | Mahmud Hasan (EGY) P | 5.            |